# Lyon depuis 1944
L'histoire de Lyon depuis 1944 n'a pas encore été étudiée en profondeur. Elle doit être abordée avec précaution ; le recul, les analyses synthétiques et les travaux d'ensemble manquent encore pour de nombreux aspects de sa vie contemporaine. Rester au plus près des faits est donc un impératif en attendant que les années et les études permettent d'objectiver opinions et points de vue.

## Transformations urbaines et démographiques

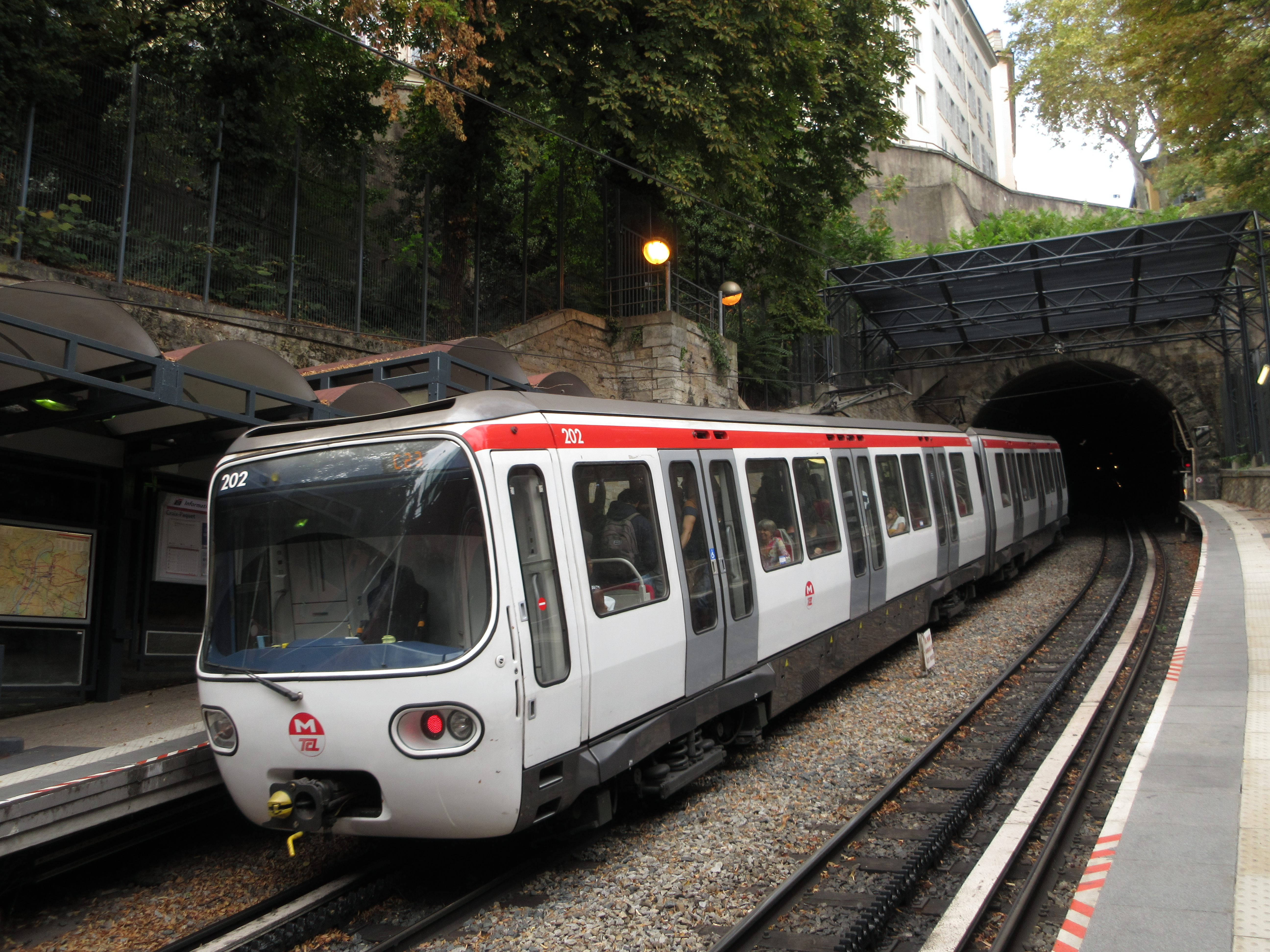
métro de la ligne C, ouvert en 1974.

Durant les Trente Glorieuses, la population de la ville de Lyon augmente sensiblement pour passer de 442 000 à 527 000 habitants entre 1946 et 1968, soit 20 % d'augmentation. Les banlieues de l'agglomération lyonnaise progressent, elles, de 348 000 à 595 000 habitants, soit 70 % d'augmentation. Ces chiffres soulignent la tendance lourde, visible dans toutes les villes de France, d'un fort étalement urbain. À Lyon, il se produit essentiellement à l'est de la ville, poursuivant ainsi un processus historique. À partir des années 1970 et 1980, la croissance urbaine est visible surtout aux limites de l'agglomération, les communes les plus centrales voyant leur population se stabiliser. Enfin, cette évolution s'accompagne d'une baisse de la densité urbaine globale, le doublement de la population ayant lieu sur une surface sept fois plus importante.
De grands ensembles d'habitation sont construits en périphérie (La Duchère, pour accueillir les rapatriés d'Algérie, Mermoz, Rillieux...). La modernisation entraîne une série de grands travaux, comme la construction d'un quartier d'affaires à la Part-Dieu, du tunnel autoroutier de Fourvière ou du métro, inauguré en 1978). L'expansion urbaine a en outre suscité la construction d'une ville nouvelle à L'Isle-d'Abeau et en 1975 d'un nouvel aéroport à Colombier-Saugnieu nommé Satolas, remplaçant l'aéroport de Bron et rebaptisé en juin 2000, aéroport Saint-Exupéry.
Ces transformations s'accompagnent d'une modification des catégories socio-professionnelles au sein de l'agglomération. À partir des années 1980, Lyon, mais également Villeurbanne, regroupent davantage de professions supérieures (cadres, industriels, professions libérales, etc.), tandis que les banlieues, et plus particulièrement celles de l'est, accueillent des populations d'ouvriers, de travailleurs manuels, d'employés proportionnellement plus importantes.
Depuis les années 1980, l'évolution démographique change. Le centre de l'agglomération (Villeurbanne compris) voit sa population augmenter, tandis que les communes de banlieue proche perdent des habitants. Lors des deux derniers recensements, la population de la ville de Lyon est passée de 415 500 habitants en 1990 à 445 400 en 1999, et atteint 479 800 lors des enquêtes de 2009.

## Évolutions économiques

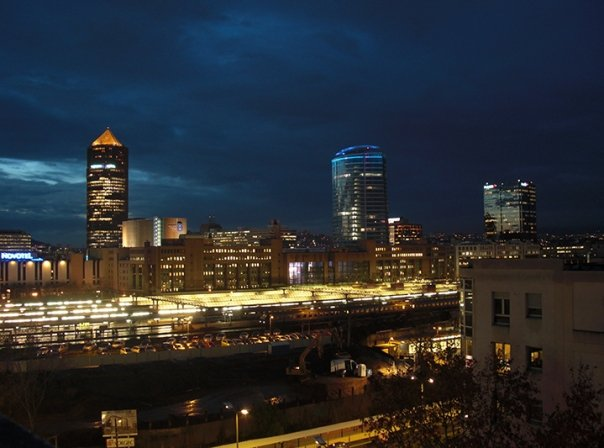
Le quartier de la Part-Dieu, symbole de la tertiarisation de Lyon

### Généralités
Au sortir de la Seconde Guerre mondiale, Lyon est une ville profondément marquée par l'industrie, qu'elle soit traditionnelle (métallurgie) ou plus novatrice (chimie et construction mécanique) ; elle le reste jusqu'aux années 1960. Lors de la décennie suivante, la structure économique de l'agglomération évolue rapidement, pour devenir un centre tertiaire français important.
Les secteurs qui déclinent le plus sont : le textile (et notamment la soie), la fabrication de composants électriques et la transformation des métaux. Les industries de la chimie et de la mécanique automobile parviennent en revanche à maintenir un bon niveau d'activité. Si le nombre d'établissements industriels lyonnais diminue peu, l'importance relative de l’industrie dans la population active globale se réduit considérablement dans les années 1980 et 1990.
Dans les années 2000, le secteur industriel lyonnais se compose de quatre principaux secteurs : la chimie et pharmacie (avec Arkema, Sanofi-Pasteur, BioMérieux, etc.), la métallurgie et la construction mécanique (avec Renault Trucks), l'électricité (avec Alstom et Areva), l'informatique des logiciels Hewlett-Packard et Cegid et l'industrie textile. À ces secteurs qui donnent son caractère à l'industrie lyonnaise, il faut ajouter les nombreuses entreprises du BTP, de l'agro-alimentaire et de la logistique. L'économie lyonnaise est dynamisée depuis 2005 par les cinq pôles de compétitivités : Lyon Biopôle, Axelera, Lyon Urban Trucks, Lyon Numérique et Techtera.

### Les évolutions du secteur textile lyonnais
La reconversion de la majorité des fabricants dans l'industrie de la rayonne dans les années 1930 n'est qu'une solution illusoire et ce secteur s'effondre à son tour durant les Trente Glorieuses. Malgré des efforts pour organiser et soutenir le secteur au moyen de structures de conseil et d'entraide, la soie naturelle est, quant à elle, confinée à un marché de luxe. Lyon, par contre, développe un savoir-faire dans le domaine de la conservation, la restauration et la mise en valeur patrimoniale de la soie.

#### La fin de la Fabrique
La seconde moitié du XXe siècle voit la structure traditionnelle de la Fabrique lyonnaise se déliter et disparaître, malgré de nombreuses tentatives pour survivre.

##### Le déclin de la soie artificielle
L'adoption de la soie artificielle, la rayonne, lors du choc de 1929 par les soyeux lyonnais n'est qu'un remède temporaire à la crise. En effet, cette fibre est fortement concurrencée par l'apparition du nylon dans les années 1950. Or, cette nouvelle matière nécessite des investissements bien plus lourds, que la plupart des maisons textiles ne peuvent assumer. Dans le même temps, les efforts pour moderniser les outils de production sont très insuffisants, les délais de fabrication et les volumes restant inférieurs à la plupart des autres aires de production textiles mondiales. La Fabrique ne peut pas se tourner vers la production de lignes de prêt-à-porter à bas coût.
Cela entraine une nouvelle vague de disparition. Entre 1964 et 1974, le nombre de maisons chute de 55 % et celui des usines de 49 %. Les plus petites maisons sont les premières à disparaître mais certaines institutions font également faillite, telle la maison Gindre en 1954 ou la maison Dognin en 1975.

##### Organisation du secteur
Pour résister au déclin, plusieurs maisons lyonnaises s'unissent dans une structure pour mutualiser les investissements et mieux diffuser les contacts et les idées. Ce « Groupement des créateurs de Haute Nouveauté », né en 1955, comprend huit sociétés dont Brochier ou Bianchini-Férier. Cette institution connait plusieurs succès et permet à plusieurs maisons de résister aux crises du secteur. Le secteur de la soie s'appuie par la suite sur plusieurs autres organisations qui l'aident à survivre et se développer, dont Unitex en 1974 (association lyonnaise de conseils aux entreprises textiles), Inter-soie France en 1991 (association regroupant les acteurs lyonnais de la soie et organisant le marché des soies lyonnaises) ou l'association internationale de la soie,.

##### Désagrégation de la Fabrique
Durant cette période, les effectifs du monde de la soie fondent littéralement. En 14 ans, entre 1974 et 1988, les employés du secteur de la soie de la région lyonnaise passent de 43 000 à 18 000. Le nombre de métier à tisser passe lui de 23 000 en 1974 à 15 000 en 1981 et 5 750 en 1993.

#### Réorientation de l'industrie soyeuse lyonnaise
Les débouchés habituels échappent à la Fabrique, le luxe n'utilisant presque plus de soie et la concurrence sur les prix des articles ordinaires devenant intenable. Les dernières sociétés de soieries lyonnaises se réorientent donc vers les textiles techniques, la restauration et les activités patrimoniales.

##### La fin de la clientèle traditionnelle de la soierie

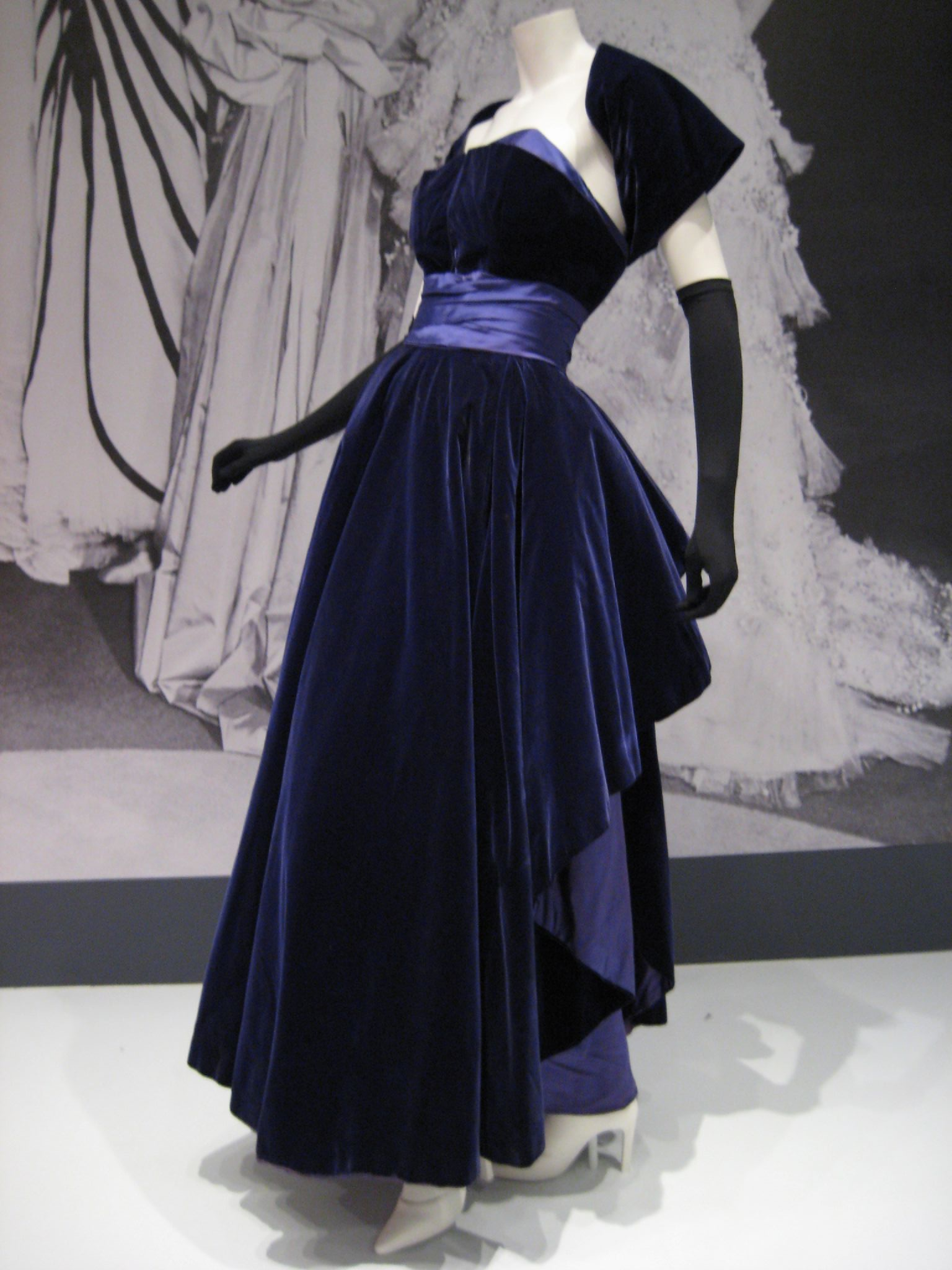
Robe en soie et gants du soir Christian Dior, présentée au musée d'art d'Indianapolis.

La clientèle traditionnelle de la Fabrique que sont les élites, prêtes à débourser de grandes fortunes dans de l'habillement de soirée et de cérémonie et dans l'aménagement de leur demeure, est en crise dans les années 1930 et tend à disparaître dans les années 1950 avec les transformations sociales que connaissent les pays développés. La vague de démocratisation et l'influence de la culture américaine porte un coup définitif aux commandes de riches vêtements en soie brodée. La mode parisienne, débouché naturel et porte-étendard des productions lyonnaises à travers le monde est en crise sévère, de nombreuses maisons de Haute couture fermant et les restantes ne survivant que grâce à leur lignes de prêts-à-porter.

##### La Haute couture se détourne de la soie
Ces maisons se tournent de plus en plus largement vers d'autres matières. Les volumes de soie commandés deviennent faibles ; dès 1957, l'industrie textile de l'agglomération lyonnaise n'utilise plus que 800 tonnes de soie contre plus de 24 000 tonnes de fibres artificielles. En 1992, la production de tissu de soie est tombée à 375 tonnes.
Toutefois, même les maisons qui tentent de se spécialiser dans les produits de luxe connaissent de nombreuses difficultés. L'antique maison Bonnet choisit cette réorientation dans les années 1970 en se séparant des usines produisant des tissus milieu de gamme et en rachetant des sociétés disposant d'un savoir-faire de qualité. Dans les années 1990, elle produit des articles de luxe (vêtements et foulards) sous ses propres marques ou pour des maisons telles Dior, Chanel, Gianfranco Ferré ou Calvin Klein. Les dirigeants essaient également d'exploiter la dimension historique de la société en fondant un musée. Mais elle reste fragile et s'éteint en 2001.

##### Restauration et Conservation du patrimoine

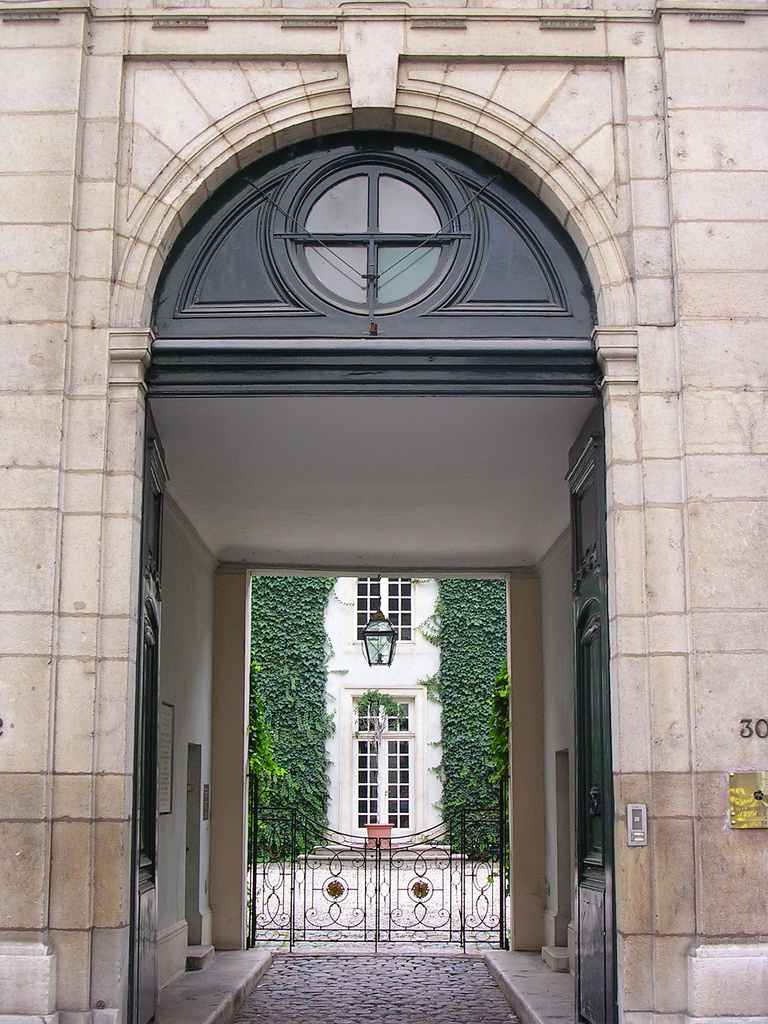
Entrée du Musée des tissus et des arts décoratifs.

Très tôt, les autorités lyonnaises ont cherché à établir des dépôts de motifs. À l'origine, cette entreprise a un but utilitaire, pour permettre la reconnaissance de la propriété, soutenir la formation des futurs dessinateurs et fournir de l'inspiration aux maisons. Au cours du XXe siècle, ce projet prend une direction purement patrimoniale et historique au sein du Musée des Tissus. Celui-ci accueille dorénavant les collections issues de la longue histoire soyeuse lyonnaise. Ainsi, les échantillons et dessins conservés par le tribunal des prud'hommes sont versés au musée en 1974 lors du déménagement de l'instance judiciaire.
Le musée des tissus est doté d'un atelier de restauration de tissus anciens en 1985, en partie financé par la direction des musées de France. Construit sur le modèle de celui de l'Abegg-Stiftung à Riggisberg, il travaille dans la restauration de pièces publiques ou privées.
Les manufactures Tassinari & Chatel et Prelle entretiennent la tradition de la soie d'ameublement, entre autres pour la restauration de pièces d'époque. Elles bénéficient dans les années 1960 et 1970 de la volonté de l'État de procéder à un vaste plan de restauration des pièces d'ameublement des châteaux royaux. Ce travail de restauration se double d'une recherche de type archéologique menée par les spécialistes des deux maisons pour parvenir à retrouver les couleurs, les tissages et les motifs identiques aux originaux. Ce premier ouvrage leur ouvre les portes d'autres entreprises de restauration à l'étranger. Ainsi, le gouvernement allemand leur confie la restauration de plusieurs châteaux dont ceux de Brühl ou de Nymphenburg.

##### Textiles techniques
Un certain nombre de sociétés quittent le monde de la soierie pour survivre, s'engageant sur le marché des textiles techniques à haute valeur ajoutée. En 1987, les quatre principales entreprises de la région lyonnaise de ce secteur sont Porcher, Brochier, Hexel-Genin et DMC. Cette stratégie rencontre un certain succès. Par exemple, la production de tissus en fibre de verre passe de 13 500 tonnes en 1981 à 30 000 en 1988.

#### De nos jours
Il ne reste au XXIe siècle à Lyon que très peu de fabricants de soie, essentiellement positionnés sur le marché restreint du vêtement et de l’ameublement de luxe.
Les maisons Bianchini-Férier ou Bucol travaillent pour la haute couture. Bucol (société fondée en 1928) est parvenu à survivre en se consacrant uniquement à la Haute nouveauté grâce à un solide réseau au sein de la Haute couture parisienne. Elle s'est ainsi associée à Hubert de Givenchy en 1985 pour la production de « crêpe simple ou façonné, de mousseline sculptée ou rayée de satin, de fleurs multicolores jetées en semis ou en grands imprimés, coordonnées entre elles ou harmonisées à des pois, des rayures ou des motifs géométriques ». La même maison s'est associée à plusieurs artistes contemporains dans les années 1980 pour la création de tableaux tissés. Yaacov Agam, Pierre Alechinsky, Paul Delvaux, Jean Dewasne, Hans Hartung, Friedensreich Hundertwasser, Roberto Matta y ont participé. Rachetée par le groupe Hermès, la maison Bucol lui réalise ses carrés de soie imprimés. Elle fabrique aussi pour Dior, Balmain ou Chanel.
La maison Tassinari & Chatel, qui a été reprise par l'éditeur de tissu Lelièvre, travaille essentiellement pour l'hôtellerie de grand luxe, les états ou de très riches particuliers. La maison Prelle suit ce positionnement, en conservant un bagage de savoir-faire suffisant pour continuer à travailler à la restauration de pièces anciennes.

## Histoire politique
À partir de 1944, Lyon suit globalement les évolutions politiques de la France, avec cependant quelques particularités. Après dix premières années consacrées à la reconstruction, mais sans projets urbanistiques majeurs, l'arrivée à la mairie, de Louis Pradel, marque le début de la profonde transformation de la ville.

### Lyon sous la Quatrième République
Sous l'égide de l'inamovible Herriot (1905-1957), les élections d'après-guerre marquent un tournant. Lors du premier scrutin d'après-guerre, les municipales de 1945, la marque de l'union sacrée se voit dans le vaste rassemblement obtenu autour du nom d'Herriot, comprenant des forces aussi diverses que le Mouvement républicain populaire (MRP), la Confédération générale du travail (CGT) ou le Parti communiste français (PCF). Mais dès l'élection constituante de la Quatrième République d'octobre 1945, le parti radical s'effondre pour se retrouver, dans la plupart des arrondissements, en quatrième position.
Dès 1947, suivant la ligne nationale imprégnée de l'entrée dans la Guerre froide, le PCF quitte toute alliance pour s'opposer à l'ensemble des grandes forces politiques françaises. Les sections locales soutiennent les fortes grèves qui surviennent en novembre 1947. L'isolement du PCF permet au Rassemblement du peuple français (RPF) de dominer l'élection et de s'imposer à Lyon face aux deux autres forces politiques : la SFIO et le parti radical, en particulier au cours des municipales de 1947 et des législatives de 1951. L'époque voit également la naissance d'une droite modérée, portée par le Centre national des indépendants et paysans (CNI).
Cela n'empêche pas Édouard Herriot d'être élu maire (sans majorité) en 1947 et en 1953. En effet, l'autorité morale du « maire éternel » est suffisante pour lui laisser la place d'honneur à chaque scrutin ; les élus des autres partis s'effaçant et se réservant les autres postes à responsabilité. Durant ces années, une certaine forme de culte de la personnalité se développe dans la ville ; les fêtes en l'honneur des premières élections du maire se succédant aux ouvrages élogieux. Venue d'une certaine élite intellectuelle, il est difficile de savoir si cette « vénération » est partagée par ses administrés. Toutefois, une foule nombreuse se presse à ses funérailles, en mars 1957.
La gestion prudente et économe du vieux maire radical a assurément permis une certaine modération des impôts locaux ; mais elle a également induit une certaine lenteur dans la concrétisation des grands projets de modernisation de la ville.
Son adjoint Louis Pradel est élu maire, dans l'attente des élections de 1959.

### Lyon sous la Cinquième République

#### Lyon, ville hors partis

##### Les victoires de Louis Pradel: 1959 - 1976
Dans les débuts de la Cinquième République, Lyon est à l'unisson des grands mouvements politiques français. Les candidats de l'Union pour la nouvelle République (UNR) remportent l'essentiel des sièges à pourvoir durant les consultations électorales de 1958 et de 1962 : les propositions du Général de Gaulle sont largement approuvées. Ce n'est que lors de l'élection présidentielle de 1965 que le candidat de la gauche François Mitterrand devance le nom de De Gaulle dans les banlieues est et sud de Lyon ; à Lyon même, De Gaulle n'obtient que 39 % des voix contre 44 % pour l'ensemble de la France.
Toutefois, ce gaullisme présidentiel ne parvient pas à se transformer en gaullisme municipal. Jacques Soustelle, candidat gaulliste subit une sévère défaite face à Louis Pradel aux élections de 1959. Il en est de même lors des élections de 1965, ceci malgré les efforts de Maurice Herzog. Louis Pradel, constituant une force politique indépendante avec les listes P.R.A.D.E.L., parvient à gagner la confiance des lyonnais en se situant clairement en dehors des partis. Son discours mêle une certaine hostilité envers la capitale parisienne et ses technocrates, une lutte contre le PCF et une volonté de rassemblement des Lyonnais autour de projets enracinés dans leur ville. Cette proximité est soigneusement entretenue par la participation fréquente de Louis Pradel à des évènements de la vie lyonnaise.

##### Mai 1968 à Lyon
Lors de mai 1968, l'agglomération, comme le reste de la France, connait d'importantes grèves et manifestations avec le tournant de la violente manifestation sur le pont Lafayette le 24 mai et la mort d'un commissaire de police René Lacroix. 

##### Les réalisations de Louis Pradel
Louis Pradel est ainsi le maire de la transformation morphologique de la ville. Il fait construire salles de sports, équipements culturels et sociaux dans toute la cité. Il est également à l'œuvre (sans être forcément à l'origine) dans de nombreux chantiers de grande ampleur comme la construction de la Part-Dieu avec la  bibliothèque municipale, du grand ensemble de la Duchère, du tunnel de Fourvière et de l'échangeur de Perrache, du musée archéologique de Fourvière ou encore de la nouvelle roseraie du Parc de la Tête d'or.
Persuadé qu'une ville moderne ne peut se développer qu'avec un flux automobile intense, Louis Pradel pousse pour obtenir le raccordement de A6 à l'A7 via un tunnel traversant Fourvière et passant par les quais de Rhône. Cette réalisation, dont les conséquences ont été mal pensées, entraine depuis sa réalisation de nombreuses difficultés de circulation et est l'œuvre la plus décriée de Pradel, presque depuis sa construction.

##### Création du Grand Lyon
En 1968, Lyon et les communes environnantes sont intégrées par l'État à une nouvelle structure intercommunale, la communauté urbaine, qui après s'être appelée Courly, prend ensuite le nom de Grand Lyon,. La communauté urbaine est une avancée majeure en termes d'intercommunalité, par rapport aux syndicats à vocation unique ou à vocation multiple précédents. Le Grand Lyon supervise ainsi la gestion délégué du transport urbain, gère une large partie de la politique d'aménagement, notamment ceux de grande envergure, ou encore la gestion de l'eau potable, de l'assainissement, des déchets ou de la politique de la ville,.

##### La continuité avec Francisque Collomb: 1976 - 1989
Les forces politiques lyonnaises connaissent au début des années 1970 la poussée du Parti socialiste. Lors des consultations de 1971 et de 1973, les forces de droite modérée, regroupées autour du maire de Lyon, remportent la victoire (dans une proportion toutefois nettement moins importante que lors de la décennie précédente). Les banlieues où Mitterrand avait fait une percée en 1965, lui apportent toujours plus de voix, au détriment d'un PCF en perte de vitesse. Cette évolution trouve son aboutissement en 1981 quand Lyon suit alors le mouvement général du pays, en accordant ses voix au candidat de la gauche puis en élisant six députés socialistes sur les dix circonscriptions.
Toutefois, au niveau local, Lyon affiche une nette continuité. Après la disparition de Louis Pradel en 1976, son successeur désigné, Francisque Collomb, parvient à s'imposer et à remporter les municipales de 1977 (avec des listes toujours estampillées P.R.A.D.E.L). Ce mouvement « hors des partis » et composé de forces locales, perdure au cours du scrutin suivant comme l'illustre la résistance opposée à la « machine RPR » menée par Michel Noir. Les forces politiques locales, durant les années 1970 et 1980, montrent par ailleurs les mêmes évolutions que dans la plupart des autres villes françaises, avec un recul constant des scores du PCF et le décollage dans les années 1980 du vote Front national.

#### Lyon, ville européenne et internationale
L'installation de l'ENS à Gerland en 1987 et celle d'Interpol à la cité internationale deux ans plus tard marquent le développement de la ville à l'international.
Aux municipales de 1989, Michel Noir remporte la victoire très largement, gagnant alors tous les arrondissements de la ville. Le nouveau maire entreprend dès lors un grand nombre de chantiers importants pour relancer la modernisation de la métropole : cité internationale, installation de l'Université Lyon III dans la Manufacture des tabacs, rénovation de l'opéra et création du Centre d'histoire de la résistance et de la déportation. Toutefois, contrairement à Louis Pradel ou Francisque Collomb, Michel Noir tente de suivre la voie d’Édouard Herriot et de se construire un destin politique national en prenant la tête d'un mouvement de rénovation du RPR en 1990. Son ambition est brusquement arrêtée par l'affaire Pierre Botton, qui lui coûte sa réélection.
Lors des élections municipales de 1995, la droite divisée ne gagne que de peu face à Gérard Collomb qui enlève trois arrondissements sur neuf. Le nouveau maire, Raymond Barre, poursuit la politique de son prédécesseur avec un élargissement du rayonnement national et international de la ville, qui est marqué notamment par la tenue du 22e G7 en juin 1996.
Contrairement aux précédents maires, Raymond Barre est un véritable maire de transition qui œuvre activement pour sa succession. Ainsi, Charles Millon est pressenti pour lui succéder, lui qui a été son directeur de campagne pour la présidentielle de 1988. Mais en acceptant les voix du Front national aux régionales de 1998, Millon divise profondément l'Union pour la démocratie française (UDF) lyonnaise. Exclu de son mouvement, il voit son élection invalidée et est battu en 1999 par Anne-Marie Comparini, élue UDF soutenue par l'ensemble de la gauche. Cet évènement divise pour longtemps la droite lyonnaise ; ce qui permet à Gérard Collomb de gagner les élections municipales de 2001.
Attaché à un rôle local, et ne cherchant pas à révolutionner la ville, Collomb poursuit les politiques urbaines de ses prédécesseurs ; en particulier, en développant la cité internationale avec l’amphithéâtre de Renzo Piano ou avec l'immense projet de la Confluence. Il marque toutefois son empreinte sur la ville avec une orientation plus écologique, créant un vaste espace de vie, « rendu » aux Lyonnais sur les berges gauche du Rhône. Il soutient pleinement les évènements d'envergure internationale tels que la Biennale de la danse ou celle de l'Art contemporain ; il développe également la portée de la fête des Lumières. Enfin, il s'engage dans une rénovation en profondeur des banlieues en difficulté, en particulier celle de la Duchère. Ses actions lui confèrent une popularité locale importante, lui assurant une réélection aisée en 2008.

## Lyon, entre catholicisme minoritaire et autres minorités religieuses
« Plus encore que les événements politiques ou économiques, les attitudes religieuses sont sujettes à interprétations divergentes, surtout lorsque la proximité des faits ne permet pas encore de les mettre en perspective et de saisir leur importance. » (Christian Ponson) Pour de nombreuses évolutions, les analyses manquent encore.

### Évolution du catholicisme lyonnais dans le monde contemporain

#### De la guerre au Concile: renouveau et innovations sousMgrGerlier
La période entre 1944 et 1965, durant le mandat de Mgr Gerlier, dernier « prince » de l'Église de Lyon forme un tout et peut être considéré de manière indépendante. Cette période commence avec la Libération et « s'achève avec le concile et plus encore avec les crises post-conciliaires ».
Lyon, dans les années 1950 et 1960, apparaît comme un terrain d'expérimentation d'idées nouvelles pour lutter contre la déprise de la religion catholique au sein de la population (Œuvre du Prado, Prêtre ouvrier, renouveau catéchétique). Ces expériences, à Lyon, sont jumelées à une entreprise de retour aux sources du christianisme avec la fondation durant la Seconde Guerre mondiale du centre des Sources chrétiennes.

##### L'Église de Lyon

###### Les hommes et les murs
La formation des prêtres reprend après la guerre à un rythme important, entre une quarantaine et une cinquantaine d'ordination par an. Cela génère une émulation qui pousse les autorités à construire jusqu'à dix établissements de formation dans les années 1950, ensemble qui se retrouve dès la décennie suivante sur-dimensionné. En 1954, une enquête indique qu'il y a 1 459 prêtres séculiers, 527 frères et 499 prêtres en congrégations et plus de 6 000 religieuses.
Dans le même élan, de très nombreuses constructions de bâtiment de culte suivent la formation de nouvelles paroisses. En tout, sur cette période, une quarantaine d'églises et de chapelles nouvelles sont érigées sur l'agglomération lyonnaise, en plus de la reconstruction ou rénovation d'édifices en mauvais état.
Le diocèse évolue durant cette période, s'adaptant aux nouvelles populations catholiques. Il absorbe ainsi la commune de Villeurbanne et plusieurs autres proches.

###### L'expérience des prêtres ouvriers
L'expérience des prêtres ouvriers, initiée à Lyon comme à Paris durant la Seconde guerre mondiale pour des raisons de nécessités, se poursuit malgré les réticences naturelles du cardinal Gerlier. Celui-ci, même si son inclinaison naturelle penche vers l'Action catholique, décide de soutenir toutes les entreprises menant l'évangile vers les incroyants. Il soutient donc jusqu'au bout les prêtres ouvriers.
Ainsi, lorsqu'en 1953 la papauté et Pie XII dévoilent aux autorités ecclésiales leur volonté d'arrêter l'institution, il se déplace à Rome avec Mgr Feltin et Liénard pour tenter d'infléchir la volonté du Vatican. Il échoue et se soumet à l'injonction du chef de l'Église, mais refuse toujours de condamner les prêtres ouvriers, même ceux qui refusent de quitter leurs frères de travail.
Résolu à ne pas gâcher une telle expérience, il la poursuit dans la mesure des libertés accordées par les décrets pontificaux avec l'œuvre du Prado et l'abbé Alfred Ancel.

###### L'ouverture au monde
L'œcuménisme est bien vivant à Lyon, mené par l'abbé Couturier et ses successeurs. Un grand nombre de mouvements en naissent, dont le plus notable est le groupe des Dombes, qui publie des points d'accord entre catholiques et protestants après le concile.
Les missions lointaines sont toujours activement soutenues à Lyon. Les congrégations missionnaires sont toujours nombreuses et bien vivantes à cette période et de nombreux prêtres partent pour l'Afrique ou l'Amérique latine. Le cardinal Gerlier soutient fortement ces œuvres et se déplace lui-même, sacrant en Haute-Volta l'archevêque de Koupéla ou allant à Rio de Janeiro à un congrès Eucharistique.

###### Nouvelles études et nouvelles pensées
Les Sources chrétiennes, créées pendant la Seconde guerre mondiale, prennent un essor particulier durant les vingt ans qui suivent et prennent une place particulière dans les études théologiques.

##### La vie religieuse

###### Le catholicisme au quotidien
Les vingt ans qui suivent la libération sont portées par un retour des grandes manifestations catholiques. Le Congrès Marial de 1954 marque la réconciliation de l'Église et de l'État à Lyon, il est l'occasion de nombreux évènements festifs. Le 17e Congrès Eucharistique national se réunit à Lyon en 1959. Il est l'occasion d'une large procession à travers le parc de la Tête d'Or en clôture des célébrations. Le diocèse accueille également des congrès plus pointus tel celui du C.P.L. en 1947 qui marque les esprits dans sa volonté de mettre en avant tous les aspects de la messe dominicale sans se limiter à la célébration de la messe.
La pratique dominicale se maintient à un niveau élevé par rapport aux autres grandes villes françaises. Un questionnaire organisé en 1954 dans toutes les églises de l'agglomération indique que 19 % de la population se rend à la messe régulièrement. Les enfants suivent encore très largement le catéchisme, mais la déprise est déjà très forte après l'âge de 12 ans (toutefois moindre pour le sexe féminin).
À Lyon, la rénovation de la pastorale suit les idées du chanoine Boulard, qui préconise de tenir un discours spécifique selon l'environnement et le public. Dans le même état d'esprit, la liturgie est modernisée dans certaines paroisses, avec l'utilisation davantage du français, la composition de cantiques nouveaux ou la messe face aux fidèles pour leprêtre. Dans cet élan de renouveau, l'institution du Prado trouve toute sa place et se développe considérablement après-guerre.

###### Œuvres traditionnelles, œuvres nouvelles
Les œuvres traditionnelles perdent à cette époque de l'importance par rapport aux mouvements d'actions catholiques. Ces derniers connaissent alors leur âge d'or. L'un des symboles de leur importance est le mandat accordé par l'épiscopat à l'Action catholique ouvrière pour l'évangélisation du monde ouvrier, en remplacement du M.P.F.. Les semaines sociales sont à présent pleinement intégrées à la vie de l'Église. La chronique sociale est dirigée par Joseph Folliet jusqu'en 1964. Dans les années cinquante, Gabriel Rosset met en place avec l'institution de Notre-Dame des sans-abri des foyers d'accueil et des cités d'urgence pour les nombreux sans-abris qui dorment dans les rues de Lyon. Rejoint par de nombreux bénévoles des conférences de Saint-Vincent de Paul et d'amis de la paroisse universitaire, il fonde une nouvelle œuvre pérenne dans la pure tradition lyonnaise des bonnes œuvres,.

#### De l'après-concile à nos jours

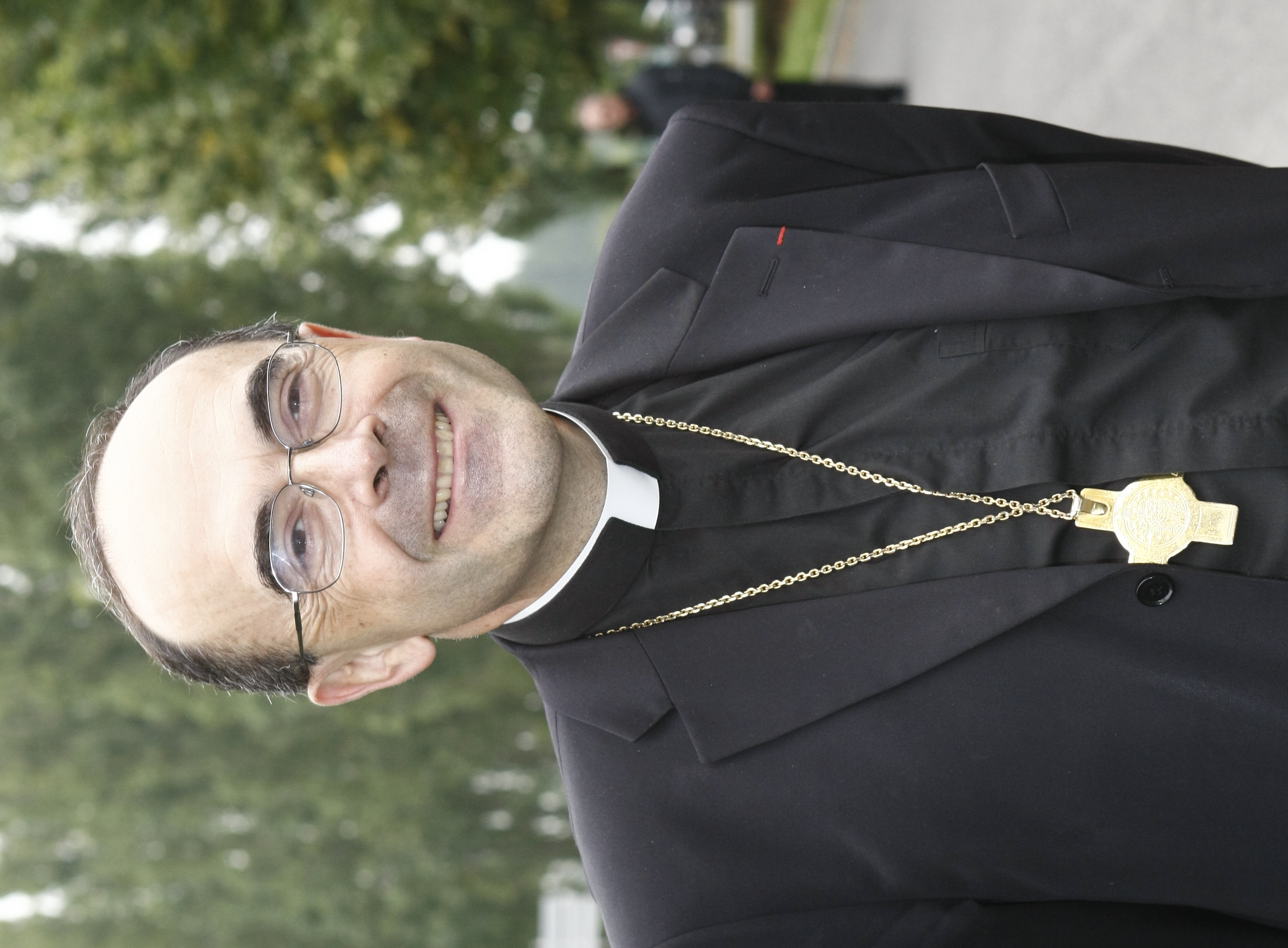
l'actuel archevêque de Lyon, Mgr Barbarin

Mais après le concile et les événements de mai 1968, le déclin du catholicisme semble devenir inéluctable pour beaucoup. De nombreux catholiques, déçus par les choix de l'autorité, quittent brusquement ou s'éloignent silencieusement de l'Église ; ce qui entraîne une sévère crise des vocations, dès les années 1970. La plupart des innovations voulues par le concile (synodes diocésains, catéchuménat...) ne revitalise pas significativement la pratique religieuse. Par ailleurs, de nombreuses institutions chrétiennes disparaissent ou se sécularisent, sans toujours perdre leur particularité. De nombreux chrétiens se rassemblent toujours pour défendre leurs valeurs, mais au sein d'organisations non-confessionnelles, tel le Cercle de Tocqueville durant les évènements de la guerre d'Algérie.
Les opposants catholiques aux conciles qui suivent Mgr Lefèbvre ne s'implantent pas à Lyon. Seul un prêtre traditionaliste, le curé Largier, et quelques prêtres de la Fraternité Saint-Pierre rassemblent les catholiques opposés à certaines nouveautés introduites par le concile Vatican II.
À l'inverse, les autorités et la grande majorité des catholiques, au cours des années 1980 à 2000, professent et soutiennent les nouveautés essentielles de l'Église contemporaine, tel l'œcuménisme. Celui qui symbolise le mieux cette recherche est l'archevêque Mgr Albert Decourtray, sensible aux problèmes des autres communautés religieuses, qu'elles soient musulmanes, juives ou autres. Ses successeurs poursuivent dans cette voie.

##### Œcuménisme
Le retour des rapatriés d'Algérie pousse les autorités de différentes religions à s'organiser ensemble pour venir en aide à ses populations. Cela aboutit à une œuvre originale : le Comité de liaison des œuvres religieuses d'entraide, créé en 1968, qui regroupe des personnes catholiques, protestantes et juives. Organe de liaison et de conjugaison des énergies qui permet à chacun de garder ses activités propres ; il est lié tout autant à l'obligation d'agir efficacement au niveau local en mutualisant les énergies, qu'aux ouvertures œcuméniques engagées par le concile de Vatican II.

### Les autres religions à Lyon

#### Religion musulmane
La présence significative de musulmans à Lyon, comme dans la plupart des villes françaises, date des années 1950 et 1960, lorsque les besoins de l'économie française entrainent l'arrivée d'un grand nombre d'immigrés de cette confession, la plupart maghrébins. Les premières décennies sont celles d'une présence essentiellement masculine d'ouvriers logés dans des bâtiments souvent insalubres. Cette communauté se soude dans la revendication politique avec la guerre d'Algérie et ensuite la lutte contre le racisme.
À partir des années 1980, les besoins en lieux de culte, présents souvent dans des foyers Sonacotra, trouvent un écho auprès des pouvoirs publics. En 1983, la mairie de Lyon décide de la construction d'une mosquée et d'un centre culturel islamique. Retardées par de vives oppositions, ces institutions sont ouvertes en 1994. Dans les années 2000, il existe dans l'agglomération une soixantaine de lieux de culte. Le nombre de personnes de tradition musulmane est estimé à 150 000 personnes, sans que cela ne donne d'indication sur le niveau de leur implication dans la foi ; pour beaucoup, être musulman est avant tout une affaire de tradition familiale (avec essentiellement, le respect du ramadan).

#### Judaïsme
À la suite de la guerre d'Algérie, l'afflux d'immigrés fait passer la population juive de 15 000 à 35 000 personnes entre 1958 et 1968. Durant les années 1970 et 1980, de nombreuses synagogues sont construites, puis le rythme ralentit pour atteindre 35 lieux de culte dans l'agglomération en 2006. Comme à d'autres endroits en France, des actes antisémites parsèment la vie de la communauté, jusqu'à nos jours.

#### Église apostolique arménienne
Issue pour une grande part d'immigrés libanais ayant fui la guerre civile de leur pays, la communauté de religion arménienne représente environ 35 000 personnes dans les années 1980. En lien étroit avec les autorités catholiques (des cours de langue et spiritualité arméniennes sont ouvertes aux facultés catholiques de Lyon), cette communauté est soudée autour de leur représentant religieux et de ses institutions.

#### Bouddhisme
Avec la forte immigration vietnamienne des années 1970, une solide communauté bouddhiste s'est implantée à Lyon, vivant en bonne intelligence avec les autres religions. Elle dispose depuis 1990 d'une pagode à Sainte-Foy-les-Lyon.